# Stephostethus semenowi
Stephostethus semenowi là một loài bọ cánh cứng trong họ Latridiidae. Loài này được Poppius miêu tả khoa học năm 1903.